# アパブランシャ
アパブランシャ(apabhraṃśa)は、中期インド・アーリア語（プラークリット）の後期の形態で、プラークリットと新インド・アーリア語の中間的な特徴を持つ文学語である。

## 種類
アパブランシャは西インドにおこったが、北インド全体の文学語として使用された。アパブランシャは一種類の言語ではなく、いくつかの異なる言語をあわせて呼んだものである。
主要なアパブランシャの種類にはナーガラ(nāgara)・ヴラーチャダ(vrācaḍa)・ウパナーガラ(upanāgara)がある。ナーガラは名詞の単数主格・目的格が -u (ときに -o) で終わり、ヴラーチャダは語尾がゼロ（語幹のまま）に終わる。ウパナーガラはヴラーチャダとナーガラの混用形である。

## 特徴
アパブランシャでは名詞の格語尾の弱化が進み、単数で主格と対格、具格と依格、属格と奪格の区別が消滅したが、そのかわりに後置詞が発達した。このうち属格の後置詞は修飾される名詞の性によって変化する。これはサンスクリットや他のプラークリットと異なり、現代のヒンディー語などと同じである。
動詞では分詞とコピュラを組みあわせて完了形や進行形をつくる迂言法が発達した。

## 文献
アパブランシャは6世紀ごろから文学語として使われたようだが、時代のはっきりした現存の文献は8世紀以降のものであり、ほぼすべてが韻文である。
従来の韻文が韻律を主としており、脚韻を踏むものはまれだったのに対し、アパブランシャでは脚韻を踏んでいるところに特徴がある。
ドーハーと呼ばれる2行4句の詩(13-11-13-11拍)はサンスクリットや他のプラークリットで書かれることがほとんどなく、アパブランシャで（後に新インド・アーリア語で）書かれた。
カーリダーサの戯曲『ヴィクラモールヴァシーヤ』の4幕にアパブランシャで書かれた歌が現れるが、後世の追加と考えられる。
アパブランシャ文学は、主にジャイナ教徒によるものが残っている。代表的な作品に
- スヴァヤンブーデーヴァ（9-10世紀ごろ）『パウマチャリウ』（ラーマーヤナを元にした叙事詩）
- ダナヴァーラ（10世紀ごろ）『バヴィサッタ・カハー』（バヴィサッタ王の伝記的な叙事詩）
- プシュパダンタ（10世紀ごろ）『マハープラーナ』（聖人の生涯を描いた叙事詩）
- ハリバドラ（12世紀ごろ）『ネーミナーハ・チャリウ』（ネーミナータの前世物語）

などがある。
8世紀ごろの東部インドの密教徒であるサラハパーダの作と伝える『ドーハー・コーシャ』(Dohākośa)はアパブランシャで書かれている。後期密教のタントラはサンスクリットで書かれているが、しばしばその中にアパブランシャで書かれた詩が現れる。
世俗的な作品にはアブドゥル・ラフマーン『サンデーシャ・ラーサカ  (Sandeśarāsaka) 』(12-13世紀ごろ。抒情詩)がある。